# Миклашевська Августа Леонідівна
Анна Августина Міклашевська  (11 (23) січня 1891, Ростов-на-Дону — 30 червня 1977, Москва) — російська та радянська акторка драматичного театру. Заслужена артистка Російської РФСР (1945). Кохана російського поета Сергія Єсеніна, який присвятив їй сім віршів з циклу «Любов хулігана».

## Родина
Народилася в 1891 році в Ростові-на-Дону. Її батько, Леон (Леонід) Сергійович Спіров (спочатку Спіро, 1869—1930), уродженець Тифлісу грецького походження, завідував ковальським цехом станції Ростов Владикавказької залізниці, сам вважався відмінним майстром і отримав, як і його батько, «особисте» (тобто не потомственне) дворянство за «безкорисливу й вірну службу». Мати, Августа Андріївна Спірова (до шлюбу Будзинська, 1868—?), потомствена дворянка, народилася в Старій Руссі в родині землевласника Андрія Степановича Будзинського.
В родині народилося 12 дітей, четверо з них пішли з життя у дитячі роки. Заробіток батька дозволяв утримувати великий будинок, дати дітям освіту, включаючи музичну. Августа навчалася в театральній школі при Ростовському драматичному театрі, де її вчителями були відома в майбутньому артистка МХАТ Віра Попова і талановитий режисер Микола Синельников.
Вона зіграла тут свою першу роль Софії Фамусової у виставі «Лихо з розуму». У цій же школі пізніше пройдуть навчання також і молодші сестри — Олександра (в шлюбі Лебединська) і Тамара. Дочка Олександри — Наталія Качуєвська, учасниця німецько-радянської війни, удостоєна звання Героя Російської Федерації (посмертно).

## Камерний театр
У 1910 році одружилася з Іваном Сергійовичем Миклашевським, сином ростовського нотаріуса Сергія Михайловича Миклашевського (1860—?), який мав власну контору. У тому ж році, залишивши чоловіка і родину, Августа Миклашевська вирушила до Москви продовжувати акторське навчання. Вступила вона до театральної школи Шора. Але майже відразу ж її запросив до організованого ним новий — «Камерний театр» Олександр Таїров. А далі захворіла виконавиця головної ролі в «Шакунталі» Калідаси — дружина і соратниця О. Таїрова Аліса Георгіївна Коонен, замість неї терміново ввели Миклашевську. Успішною була і її наступна заголовна роль у «Принцесі Брамбілле» Ернста Гофмана. Вона надовго стала візитною карткою Камерного театру. Через рік вона отримує роль афінської царівни Арикії у «Федрі» Расіна, спектаклі, в якому Федру грала Коонен. Знову успіх у глядачів і захоплені відгуки критиків.
Молода акторка стала другою після Коонен основною виконавицею головних ролей у виставах Олександра Таїрова. Її помітив російський кінематограф — «Панночка-селянка» (1916), «Плоди освіти», «Вкрадена юність», «Психея», «Кохання ченця» (1917 рік). Реалізуючи свою мрію про синтетичний театр, О. Я. Таїров ставить «Одруження Фігаро» П'єра Бомарше та «Жірофле-Жірофля» Шарля Лекока, а для навчання драматичних акторів танців запрошує танцюриста і балетмейстера Великого театру Лева Олександровича Лащиліна, відомого створенням разом з Надією Надєждіною ансамблю «Берізка».
Августа Миклашевська захоплюється молодим репетитором, адже її шлюб з Іваном Миклашевським фактично перетворився на формальність, коли той, вже перебравшись до Москви, повідомив їй, що до його життя увійшла інша жінка. 30 травня 1918 року народила сина. Оформивши розлучення з колишнім чоловіком і не дочекавшись того ж від одруженого Лева Лащиліна, вона, за згодою обох, називає сина Ігорем Львовичем Миклашевським.

## «Неридай» та «Гострі кути»
У 1923 році Камерний театр виїхав у тривалі закордонні гастролі. Не бажаючи залишати надовго п'ятирічного сина (а взяти його з собою їй не дозволили, Августа Миклашевська відмовилася від поїздки. Вона продовжувала перебувати в трупі, але опинившись без роботи і, відповідно, без заробітку, була змушена шукати собі нове місце. Тимчасовим притулком став ресторан-театр або швидше нічне кабаре під жартівливою назвою «Неридай», на крихітній сцені якого проявились до речі її різнобічні таланти — від розмовного жанру до танцювального.
Одночасно вона влаштовується до маленького театру «Гострі кути», назва якого відповідала його жанру — в ньому ставилися невеликі сатиричного змісту п'єски, мініатюри, скетчі, експромти за участю глядачів. І на тому, і в іншому залі любили зустрічатися московські артисти, спілкування з якими в якійсь мірі прикрашав її тодішнє становище.
У серпні 1923 року відбулася зустріч Августи Миклашевскої з Сергієм Єсеніним. На той час його шлюб з Айседорою Дункан вже наближався до розпаду. Цикл ліричних віршів «Любов хулігана», розпочатий буквально наступного дня після їх знайомства, став одним з найбільш проникливих в поезії Єсеніна. Сім віршів циклу присвячено саме Августі Миклашевській. Восени 1976 року, коли акторці було вже 85, в бесіді з літературознавцями Августа Леонідівна зізналася, що роман з Єсеніним був платонічним, і з поетом вона навіть не цілувалася.

## Робота в провінції
Коли з тривалих гастролей європейськими містами повернувся Камерний театр, Августа Миклашевська не побачила свого прізвище в списках зайнятих у репертуарі. Олександр Таїров не пробачив їй невиправданої, на його думку, відмови від поїздки, поставив театр перед необхідністю термінового уведення нових виконавців. Нічого не з'ясовуючи, вона подала заяву про звільнення.
Разом з «Неридаєм» Августа Миклашевська вирушає на гастролі містами країни, тепер вже з сином і сестрою Тамарою, також прийнятою до складу трупи. Повернувшись, вона перейшла в тільки що відкритий Театр сатири, але прослужила в ньому всього один сезон 1924—1925 року — невибагливий на перших порах репертуар її вже не влаштовував.
У листопаді 1925 року вона останній раз бачила Сергія Єсеніна. У грудні їй повідомили по телефону, що Сергій помер.
Незадоволеність творчим життям і невлаштованість особистого призвели Августу Миклашевську на акторську «біржу». У 1926 році її направили до щойно відкритого Брянського театру, але й тут не склалося, тягнуло до столичного середовища. Невдовзі вона повернулася до Москви, влаштувалася до так званого Пересувного театру — без постійної трупи, без власної сцени й оригінального репертуару. В основному копіювали постановки столичних театрів та їздили з ними провінційними містами.
У 1930 році заарештований і 13 листопада того ж року за безпідставним звинуваченням у співпраці з царською охранкою був розстріляний батько Миклашевської.
Не витримавши кочового життя, Августа Миклашевська повернулася до Брянська. Запам'яталася глядачам у ролі Панової за п'єсою Костянтина Треньова «Любов Ярова», у виставах «Її шлях», «Блазень на троні», «На дні» та інших. Там вона зблизилася з режисером театру Борисом Олександровичем Піковським. Разом з ним потім недовго попрацювала в Красноярську і Тулі, а у 1936—1938 роках у Рязанському театрі драми, куди Піковський був призначений головним режисером. Перевід режисерів з одного театру до іншого було на той час звичайним явищем. У Рязанському театрі, відомому своїми традиціями, Августа Миклашевська знайшла, нарешті, творче задоволення, зігравши за два роки цілий ряд провідних ролей класичного репертуару (Ларису в «Безприданниці», Ганну Андріївну в «Ревізорі», леді Мільфорд у «Підступності та коханні», Марину Мнішек у «Борисі Годунові», баронесу Штраль в «Маскараді», Любов Ярову та Анну Кареніну в однойменних постановках). Встигла вона випробувати себе і як режисер у створеному Борисом Піковським музичному театрі. Спільними зусиллями вони поставили «Євгенія Онєгіна», «Пікову даму», «Травіату» та «Кармен».
Тим часом, син Ігор, що залишався в Москві, вибрав спортивну кар'єру та досяг непоганих успіхів у боксі. У 1938 році його призвали до Червоної армії і відправили до Ленінграда, де він майже відразу одружився. Брав участь у Радянсько-фінській та німецько-радянській війнах. Демобілізувавшись у 1947 році, до виходу на пенсію працював тренером з боксу в спортивному товаристві «Трудові резерви».
У 1938 році Бориса Піковського перевели до Іжевського російського драматичного театру. Августа Миклашевська пішла за ним. З успіхом зіграла кілька вже знайомих їй ролей у перенесених Піковським з Рязані виставах («Маскарад», «Анна Кареніна»), а наприкінці 1940 року вона вже була зарахована до Кіровського драматичного театру (знову «Анна Кареніна»). З початком війни театр перемістився в невелике місто Слобідський в кількох десятках кілометрів від Кірова, звільнивши сцену для евакуйованого з Ленінградського Великого драматичного театру. Тут вона грала Кручиніну в «Без вини винуваті», Машу в «Розломі» Бориса Лавреньова.

## Знову в Москві
У 1943 році, коли евакуйовані московські театри стали повертатися до столиці, вдалося повернутися й Августі Миклашевській — у вересні за домовленістю з Таїровим вона була знову зарахована до складу трупи Камерного театру. Успішно дебютувала в ролі Аркадіної в чеховській «Чайці», виступивши рівноправною партнеркою Коонен — Ніни Зарєчної. Вона з успіхом виконує одну зі своїх головних ролей — принцеси Бульонської в легендарній виставі Камерного театру «Адрієнн Лекуврер», що відбувся 14 червня 1944 року в 750-й раз.
В січні 1945 року у зв'язку з 30-річчям Камерного театру Августі Миклашевській разом з іншими відзначеними нагородами та званнями було присвоєно звання заслуженої артистки РРФСР.
Ще одна помітна роль місіс Сібілл Берлінг у п'єсі Джона Прістлі «Інспектор прийшов», поставленій в Камерному під назвою «Він прийшов» (1945). Захоплений прийом вистави, на прем'єрі якого був присутній автор п'єси, не завадила, проте, зовсім скоро зробити і його об'єктом критики Таїрова на хвилі боротьби з «низькопоклонством перед закордоном».
В подальшому нових цікавих ролей їй не пропонували, а участь у кон'юктурних і тому особливо не затримуваних у репертуарі п'єсах «Доля Реджинальда Девіса», «Друзі-товариші», «Життя в цитаделі», «Джон — солдат світу», «Лев на площі» тощо, творчого задоволення не приносило.
Наприкінці 1940-х років ідеологічний тиск на працівників мистецтва посилився. Всього через чотири місяці після появи 29 січня 1949 року в «Правді» статті «Про одну антипатріотичну групу театральних критиків» Таїров був звільнений від обов'язків художнього керівника театру, а 9 серпня 1950 року Камерний театр був перетворений на Театр імені Олександра Пушкіна.

## Останні роки
Августа Миклашевська залишалася акторкою Театру імені О. С. Пушкіна вісім років. Крім кількох прохідних ролей, вже на кінець театральної кар'єри, вона отримала свою останню значиму роль — Мари в п'єсі-сатирі «Д-р» сербського класика Браніслава Нушича, автора добре відомої «Пані миністерши». У 1958 році Августа Миклашевська у віці шістдесяти семи років завершила роботу в театрі персональної пенсіонеркою республіканського значення.
У 1960 році вона знялася у фільмі «Киянка», а в 1962 році — у короткометражній стрічці «Кубинська новела». Зіграла роль фру Альвіг в драмі Генріка Ібсена «Привиди» в Літературному театрі.
У 1960 році написані її спогади про Сергія Єсеніна, практично ніде не були опубліковані повністю.
У 1965 році з її батька Леоніда Сергійовича Спірова були зняті всі звинувачення та він був реабілітований.
Останні роки життя акторка жила разом зі своєю сестрою, камерною співачкою Тамарою Леонідівною (1900—1983), в московському районі Тушино за адресою: вулиця Донелайтіса, будинок 12, корпус 2, квартира 110. У цій двокімнатній квартирі 13 жовтня 1976 Міклашевська дала останнє велике і незвичайно відверте на той час інтерв'ю літераторам Р. Морозову і Б. Гучкову, де згадала рідкісні, ніколи раніше не опублікувані подробиці свого життя і відносин з Єсеніним.
Померла Августа Миклашевська30 червня 1977 року у віці 86 років. Її заповіт: «Тіло спалити, а попіл розвіяти по лугах і лісах» виконано лише наполовину. В останню путь акторку і музу великого поета проводжали сотні шанувальників, читалися присвячені їй єсенінські вірші. Августа Миклашевська похована у колумбарії Ваганьківського кладовища, неподалік від могили Сергія Єсеніна.
Син Ігор Львович Миклашевський помер в 1990 році.

## Факти
Син Августи Миклашевської Ігор в 1930-х роках навчався в одній школі № 86 на Червоній Пресні разом з сином Єсеніна Костянтином.
Після розлучення з Августою Іван Сергійович Миклашевський одружився з її молодшою сестрою, 25-річною Тамарою Спіровою (в шлюбі Миклашевська). Невдовзі у подружжя народився син — Сергій Миклашевський.
Сергій Єсенін планував написати і видати книгу про Августу Миклашевську, про що в РДАЛМ зберігається інформаційне оголошення, написане Єсеніним на одному з аркушів зведеного макету книги «Москва кабацкая». Однак документів про подальшу роботу над монографією не виявлено.

## Фільмографія
- 1916 — Панянка-селянка
- 1917 — Кохання ченця — Валерія
- 1917 — Плоди освіти
- 1917 — Психея — Іра, внучка Тихонова
- 1917 — Вкрадена юність — дівчина
- 1960 — Спадкоємці — Тереза Сантос, мати Мігеля
- 1962 — Кубинська новела (короткометражний) — літня кубинка на вулиці

## Образ у мистецтві
- У 2016 році в Росії був знятий серіал «Аперкот для Гітлера», в якому роль Августи Миклашевської зіграла Тетяна Аптікєєва.